# Bradycellus
Bradycellus  (лат.) — род жужелиц из подсемейства Harpalinae. 

## Описание
Жуки длиной 2,5—5 мм. Тело сильно выпуклое. Брюшко самцов на основании с покрытой волосками или точками ямкой. Подбородок с зубцом.

## Систематика
В составе рода:
- Bradycellus assingi Wrase & Jaeger, 1996
- Bradycellus brevitarsis Normand, 1946
- Bradycellus caucasicus (Chaudoir, 1846)
- Bradycellus chavesi Alluaud, 1919
- Bradycellus csikii Laczó, 1912
- Bradycellus distinctus (Dejean, 1829)
- Bradycellus excultus Wollaston, 1854
- Bradycellus ganglbaueri Apfelbeck, 1904
- Bradycellus harpalinus (Audinet-Serville, 1821)
- Bradycellus lusitanicus (Dejean, 1829)
- Bradycellus maderensis Mateu, 1958
- Bradycellus ponderosus Lindroth, 1939
- Bradycellus ruficollis (Stephens, 1828)
- Bradycellus sharpi Joy, 1912
- Bradycellus ventricosus Wollaston, 1864
- Bradycellus verbasci (Duftschmid, 1812)
- Bradycellus wollastoni Wrase & Jaeger, 1996